# پارا قایقرانی در پارالمپیک تابستانی ۲۰۲۴
پارا قایقرانی  (انگلیسی: Paracanoeing at the 2024 Summer Paralympics) یکی از رویدادهای برگزار شده در پارالمپیک تابستانی ۲۰۲۴ بود. این دوره از بازی‌ها از ۶ تا ۸ سپتامبر ۲۰۲۴ در ورزشگاه آبی ویر-سو-مارن، در پاریس برگزار شد. رقابت‌های پارا قایقرانی بادبانی نیز به میزبانی همین ورزشگاه بود. این دوره، سومین دوره‌ای بود که ورزش پارا قایقرانی به عنوان بخشی از پارالمپیک برگزار شد. پنج رویداد قایقرانی سرعت برای زنان و مردان، سه رویداد کایاک و همچنین دو رویداد واکا در هر دسته برگزار شده بود.

## جدول مدال‌ها
*   کشور میزبان (فرانسه)
| رتبه            | کشور                | طلا | نقره | برنز | مجموع |
| --------------- | ------------------- | --- | ---- | ---- | ----- |
| ۱               | بریتانیای کبیر      | ۴   | ۴    | ۰    | ۸     |
| ۲               | برزیل               | ۱   | ۲    | ۱    | ۴     |
| ۳               | استرالیا            | ۱   | ۱    | ۱    | ۳     |
| ۳               | اوکراین             | ۱   | ۱    | ۱    | ۳     |
| ۵               | الجزایر             | ۱   | ۰    | ۰    | ۱     |
| ۵               | شیلی                | ۱   | ۰    | ۰    | ۱     |
| ۵               | مجارستان            | ۱   | ۰    | ۰    | ۱     |
| ۸               | فرانسه*             | ۰   | ۱    | ۱    | ۲     |
| ۹               | کانادا              | ۰   | ۱    | ۰    | ۱     |
| ۱۰              | آلمان               | ۰   | ۰    | ۳    | ۳     |
| ۱۱              | ایالات متحده آمریکا | ۰   | ۰    | ۱    | ۱     |
| ۱۱              | نیوزیلند            | ۰   | ۰    | ۱    | ۱     |
| ۱۱              | چین                 | ۰   | ۰    | ۱    | ۱     |
| مجموع (۱۳ کشور) | مجموع (۱۳ کشور)     | ۱۰  | ۱۰   | ۱۰   | ۳۰    |